# Pieter Gert van der Veen
Pieter Gert van der Veen, in seinen Publikationen auch Peter Van der Veen, (* 6. Mai 1963 in Raalte, Niederlande) ist ein niederländischer evangelikaler Alttestamentler und Biblischer Archäologe.

## Leben
Pieter Gert van der Veen schloss seine Bibelstudien am European Bible Institute im französischen Lamorlaye 1984 mit einem Diplom ab. (Das European Bible Institute in Lamorlaye wurde 1952 von Robert Philip Evans gegründet (Greater European Mission). Evans arbeitete eng mit Billy Graham bei dessen europabezogenen Projekten zusammen.) Bereits als Bibelstudent in Lamorlaye zeigte van der Veen Interesse an den Arbeiten David Rohls, der als Ägyptologe eine neue Chronologie vorgeschlagen hatte. Im Anschluss studierte van der Veen evangelische Theologie am International Correspondence Institute in Brüssel und an der evangelischen Fakultät der Universität Leuven. 1987–1988 belegte er außerdem Kurse in Palästina-Archäologie an der Katholischen Universität Leuven (KULeuv). Es folgte eine Tätigkeit an Bibelschulen, meist als Dozent für Altes Testament: École biblique supérieure in Moundou (Tschad), 1991–1992, Bibelschulen Walzenhausen und Bern-Kehrsatz, 1994–1997. Die Bibelschulen in Walzenhausen und Kehrsatz gehören zur Dachorganisation Newlife International. Seit 1994 leitet van der Veen eine Arbeitsgruppe für Biblische Archäologie. Von 1997 bis 2002 war er Stipendiat der Studiengemeinschaft Wort und Wissen, daran schloss sich eine Tätigkeit als akademisches Mitglied des Archäologischen Arbeitskreises der gleichen Organisation an (bis heute).
2005 promovierte van der Veen an der Universität Bristol mit einer Arbeit über eisenzeitliche Siegelinschriften (The Final Phase of Iron Age IIC and the Babylonian Conquest: A reassessment with special emphasis on names and bureaucratic titles on provenanced seals and bullae from Israel and Jordan). In den folgenden Jahren nahm van der Veen als Square supervisor bzw. Survey supervisor an archäologischen Projekten im Raum Jerusalem (Ramat Rachel und in der Nablus- und Propheten-Straße) teil.
Von 2014 bis 2018 war Pieter Gert van der Veen Lehrbeauftragter an der Johannes Gutenberg-Universität Mainz  (Lehrstuhl Wolfgang Zwickel); er bot dort Workshops zum eisenzeitlichen Jerusalem und zur ausländischen Ikonographie Palästinas an. Seit seiner Habilitation im Juli 2018 ist van der Veen Privatdozent (von April 2019 bis September 2020 Vertretungsprofessor) für Palästina-Archäologie am Seminar für Altes Testament und Biblische Archäologie derselben Universität.

## Lehre
Für das von Zwickel mitherausgegebenen Calwer Bibellexikon verfasste van der Veen eine Reihe von Artikeln und war Co-Autor des ebenfalls von Zwickel mitherausgegebenen Werks Herders Neuer Bibelatlas. Mit dem Hänssler Verlag in Holzgerlingen ist van der Veen seit seinem Lektorat (1997–2002) verbunden.
Zusammen mit Peter James (Althistoriker) und Robert Morkot (Ägyptologe), John Bimson (Alttestamentler) und Uwe Zerbst ist er Gründungsmitglied des internationalen Chronologie-Forums BICANE (Bronze to Iron Age Chronology of the Ancient Near East). Im Hintergrund steht die durch Peter James et al. vertretene kürzere ägyptische Chronologie (Centuries of Darkness, 1991), die in der Ägyptologie eine Minderheitsmeinung darstellt, auch wenn sie in jüngerer Zeit wieder mehr Aufmerksamkeit bekommen hat. Welche Auswirkungen die Arbeitshypothese auf die Standardchronologie haben wird und welche Konsequenzen sie hat für die Interpretation der alttestamentlichen Geschichtsschreibung, bleibt abzuwarten.

## Veröffentlichungen (in Auswahl)
- mit Uwe Zerbst (Hrsg.): Biblische Archäologie am Scheideweg? Für und Wider einer Neudatierung archäologischer Epochen im alttestamentlichen Palästina. Hänssler, Holzgerlingen 2002.
- mit Uwe Zerbst (Hrsg.): Keine Posaunen vor Jericho? Beiträge zur Archäologie der Landnahme. Hänssler, Holzgerlingen 2005, überarbeitete Neuauflage 2018.
- mit Uwe Zerbst: Von Ur bis Nazareth. Eine biblisch-archäologische Zeitreise. Hänssler, Holzgerlingen 2009.
- mit Uwe Zerbst: Volk ohne Ahnen? Auf den Spuren der Erzväter und des frühen Israel. Hänssler, Holzgerlingen 2013.
- The Final Phase of Iron Age IIC in Judah, Ammon and Edom: A Study of Provenanced Official Seals and Bullae as Chronological Markers (= Alter Orient und Altes Testament, Bd. 415). Ugarit Verlag, Münster, 2014.
- mit Peter James (Hrsg.): Solomon and Shishak: Current Perspectives from Archaeology, Epigraphy, History and Chronology – Proceedings of the Third BICANE Colloquium at Sidney Sussex College Cambridge 26–27 March, 2011. Archaeopress, Oxford 2015.
- Dating the Iron Age IIB Archaeological Horizon in Israel and Judah. A Reinvestigation of „Neo-Assyrian (Period)“ Sigillographic and Ceramic Chronological Markers from the 8th and 7th Centuries B.C. (= Ägypten und Altes Testament, Band 98). Zaphon Verlag, Münster 2020, ISBN 978-3-96327-086-4.
- mit Uwe Zerbst (Hrsg.): In Search of the Biblical Patriarchs - A Historical and Archaeological Quest. Masthoff Press, Morgantown PA, 2022.